# (ISC)²
(ISC)² или The International Information System Security Certification Consortium (с англ. — «Международный консорциум по сертификации в области безопасности информационных систем») — международная некоммерческая организация по тестированию и сертификации специалистов в области информационной безопасности.

## Профессиональная сертификация
В 1994 году был проведён первый экзамен по сформулированному (ISC)² стандарту CISSP (Certified Information System Security Professional с англ. — «Сертифицированный профессионал в области безопасности информационных систем»). В отличие от других систем сертификации в сфере информационной безопасности (ИБ), CISSP не привязан к конкретным вендорам, что позволяет говорить о его независимом характере. К зкзамену допускаются специалисты, имеющие не менее 3 лет подтверждённого опыта в сфере информационной безопасности.
Эказамен на получение сертификата CISSP проходит на английском языке, длится 6 часов и включает 250 вопросов, сгруппированных в 10 доменов (иначе — областей): разграничение доступа, сетевая безопасность, процедуры управления безопасностью, разработка безопасных приложений, криптография, архитектура безопасности, эксплуатация инфраструктуры безопасности, непроерывность бизнеса, физическая безопасность. Список вопросов регулярно обновляется, чтобы отражать актуальные технологии в рассматриваемых областях.
Помимо прохождения экзамена, претендующий на сертификат обязан подписать этический кодекс. Сертификат CISSP не является пожизенным и требует от обладателя регулярного подтверждения профессиональных знаний каждые три года. Квалификация может быть подтверждена как повторной сдачей экзамена, так и «кредитами» или часами CPE (Continuing Professional Education с англ. — «продолжающееся профессиональное образование»), полученными за публикации тематических статей, выступления на профильных конференциях, участие в образовательных проектах и т. д..